# Aeroporto de Abrague
O Aeroporto de Abrague ou o Aeroporto Internacional Al Bayda (IATA: LAQ, ICAO: HLLQ) é um aeroporto da cidade de Bayda, localizada na parte oriental da Líbia. O aeroporto também é conhecido como Aeroporto Internacional El Beida, Aeroporto Internacional Al Abraq e Aeroporto Internacional El Beida la Abraq.